# Dalopius
Dalopius — род щелкунов из подсемейства Elaterinae.

## Описание
Щелкуны некрупных размеров. Тело удлинённое. Усики у самок и самцов слабо пиловидные начиная с четвёртого сегмента или почти нитевидные. Швы переднегруди двойные, слегка изогнутые внутренние, едва углублённые. Задние отросток переднегруди слегка наклонённые. Бедренные покрышки задних тазиков по направлению наружу сужаются сильно и довольно равномерно. Все сегменты лапок без лопастинок.

## Экология
Обитают в лесах. Проволочники развиваются в лесной почве и в подстилке, под мхом, реже в сильно разложившихся древесных остатках.

## Систематика
В составе рода:
- вид: Dalopius bizen
- вид: Dalopius cognatus
- вид: Dalopius exilis
- вид: Dalopius hirasanus
- вид: Dalopius insolens
- вид: Dalopius insulanus
- вид: Dalopius japonicus
- вид: Dalopius kushiroensis
- вид: Dalopius lateralis
- вид: Dalopius marginatus
- вид: Dalopius naomii
- вид: Dalopius nevadensis
- вид: Dalopius niponensis
- вид: Dalopius obscuricollis
- вид: Dalopius subustus
- вид: Dalopius tamui
- вид: Dalopius tristis
- вид: Dalopius vagus
- вид: Dalopius virginicus
- вид: Dalopius yakuensis